# Wesselbahn
| Schienenrest Am Dickobskreuz |                      |                                  |                                  |
| Streckenlänge: | 2,38 km              |                                  |                                  |
| Spurweite: | 1435 mm (Normalspur) |                                  |                                  |
| |                      |                                  |                                  |
| \| \| \| von Euskirchen \| \| \| \| 0,00 \| Bonn Güterbahnhof \| Bonn Güterbahnhof \| \| \| \| nach Bonn Hbf \| \| \| \| \| Überquerung Am Propsthof \| \| \| \| \| Zufahrt Bahnbetriebswerk Bonn \| \| \| \| \| Anschluss Boehringer \| \| \| \| \| Anschluss Knauber \| \| \| \| \| weitere Strecke 1970 stillgelegt \| \| \| \| \| Straßenbahn Bonn nach Endenich \| \| \| \| 2,38 \| Anschluss Porzellanfabrik Wessel \| Anschluss Porzellanfabrik Wessel \| |                      |                                  |                                  |
| Strecke |                      | von Euskirchen                   | von Euskirchen                   |
| Dienststation / Betriebs- oder Güterbahnhof | 0,00                 | Bonn Güterbahnhof                | Bonn Güterbahnhof                |
| Abzweig ehemals geradeaus und nach links |                      | nach Bonn Hbf                    | nach Bonn Hbf                    |
| Brücke (Strecke außer Betrieb) |                      | Überquerung Am Propsthof         | Überquerung Am Propsthof         |
| Abzweig geradeaus und nach links (Strecke außer Betrieb) |                      | Zufahrt Bahnbetriebswerk Bonn    | Zufahrt Bahnbetriebswerk Bonn    |
| Abzweig geradeaus und nach links (Strecke außer Betrieb) |                      | Anschluss Boehringer             | Anschluss Boehringer             |
| Abzweig geradeaus und nach links (Strecke außer Betrieb) |                      | Anschluss Knauber                | Anschluss Knauber                |
| Grenze (Strecke außer Betrieb) |                      | weitere Strecke 1970 stillgelegt | weitere Strecke 1970 stillgelegt |
| Kreuzung mit U-Bahn (Strecken außer Betrieb) |                      | Straßenbahn Bonn nach Endenich   | Straßenbahn Bonn nach Endenich   |
| Strecke nach links (außer Betrieb) | 2,38                 | Anschluss Porzellanfabrik Wessel | Anschluss Porzellanfabrik Wessel |

Die Wesselbahn war eine 1890 eröffnete Kleinbahn in Bonn. Sie diente zunächst als Verbindung der Porzellan- und Steingutfabrik Ludwig Wessel in Poppelsdorf mit dem Bonner Güterbahnhof.

## Geschichte
Im Güterbahnhof bestand eine direkte Gleisverbindung zur Voreifelbahn, worüber die Witterschlicker Tongruben erreicht wurden. Der Ton konnte so unmittelbar per Bahn zum Werk geliefert werden, während die Fertigprodukte über den Güterbahnhof versandt wurden. Später entstanden weitere Anschlüsse, unter anderem für die Unternehmen Boehringer und Knauber sowie Haltepunkte für Kleinunternehmen entlang der Strecke. Die Bahn wurde später in eine Anschlussbahn umgewandelt.
Nach Schließung des Wesselwerkes wurde der Streckenabschnitt nach Poppelsdorf zum Jahreswechsel 1969/1970 außer Betrieb genommen und in den Jahren danach abgebaut. Das Reststück der Wesselbahn diente weiterhin als Anschlussgleis der Unternehmen Boehringer und Knauber. Bis 1989 wurde Knauber täglich über die Strecke mit Gaskesselwagen versorgt. 1990 wurde die Bedienung von Knauber eingestellt und auch der verbliebene Streckenabschnitt stillgelegt.
Bis auf wenige Reste sind auch diese Gleise heute abgebaut. So finden sich entlang der Straße Am Dickobskreuz hinter der Firma Knauber noch Gleisreste.

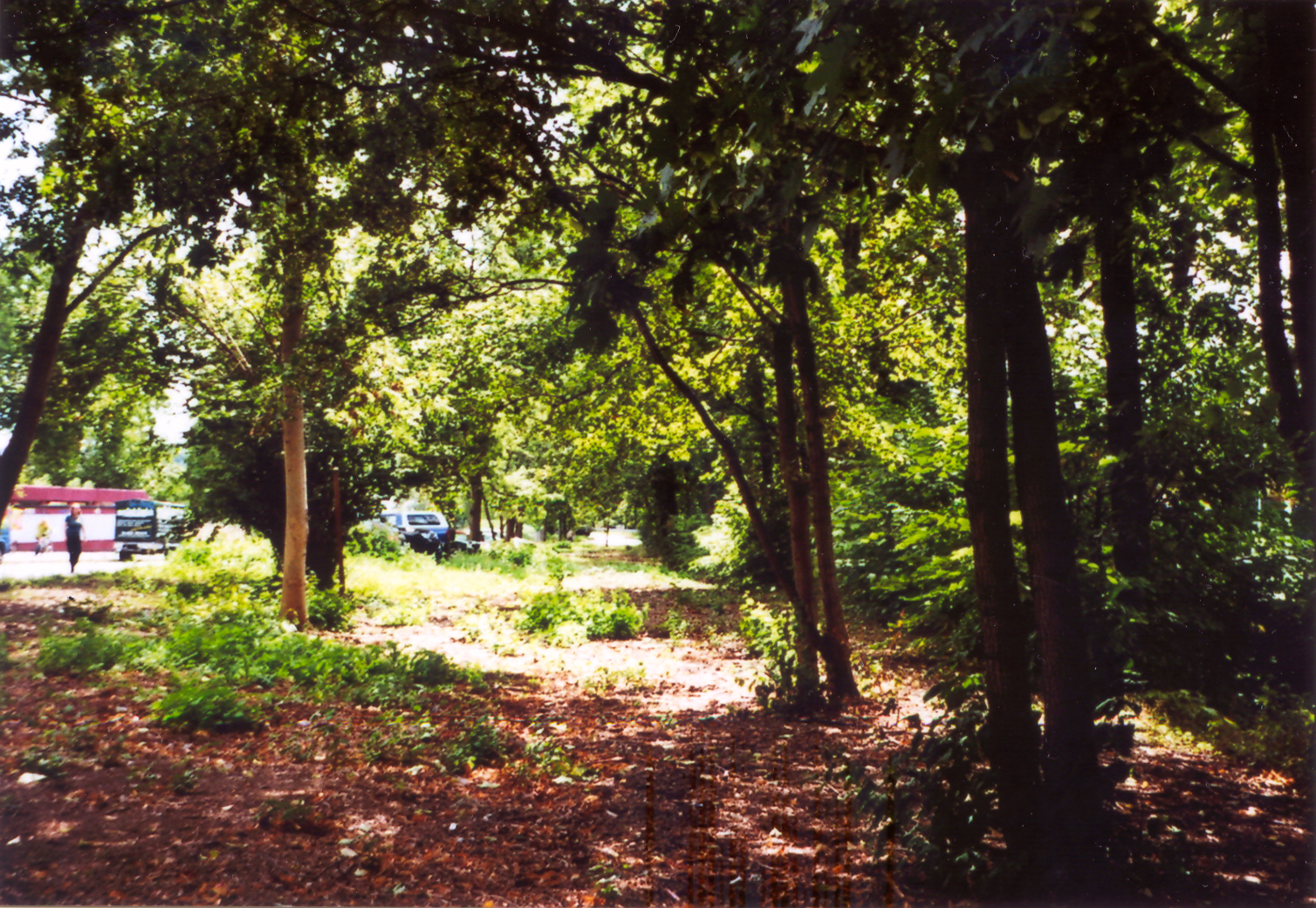
Poppelsdorfer Mensa, Blickrichtung Süden
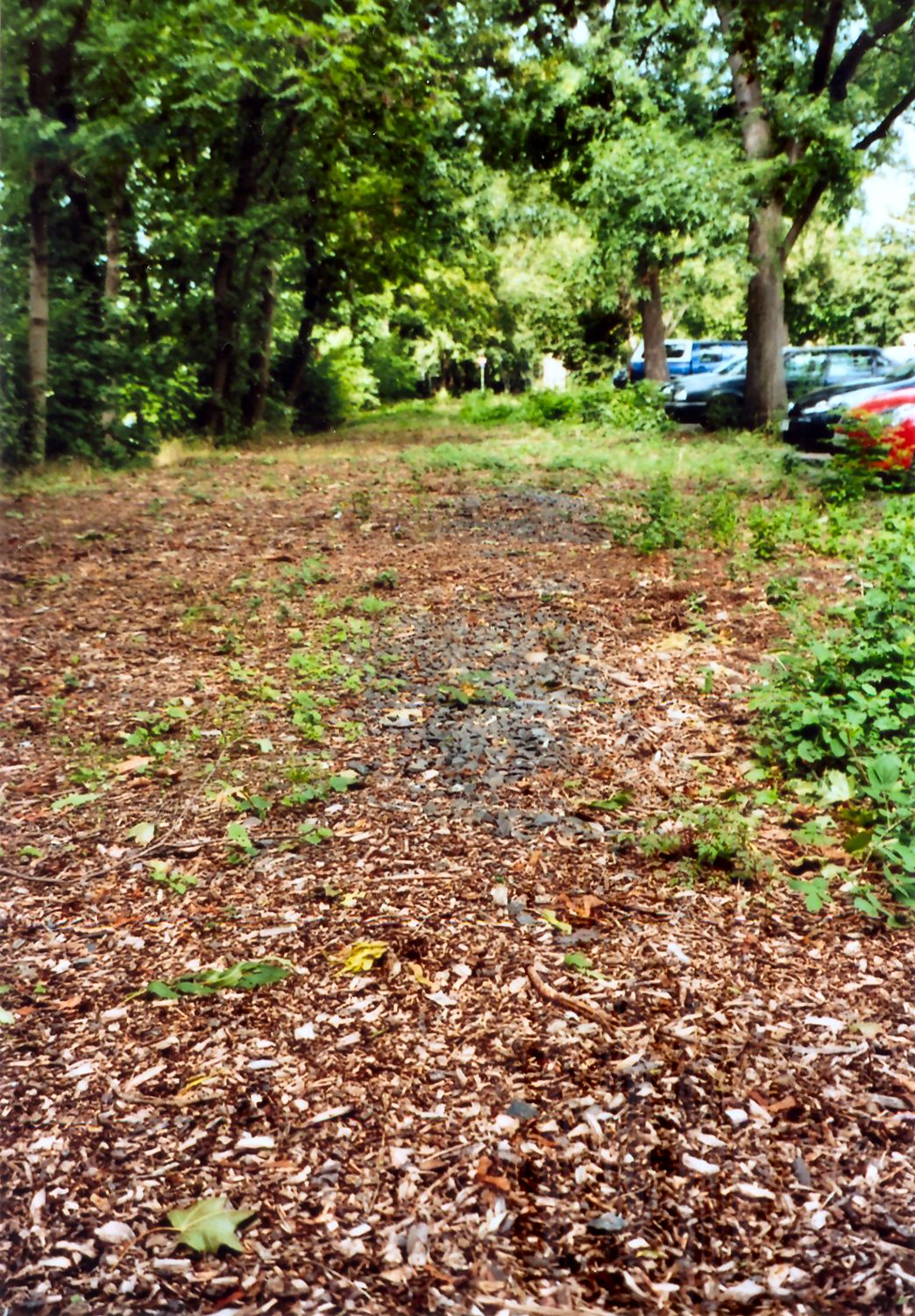
Poppelsdorfer Mensa, Blickrichtung Norden

## Besonderheiten
Von 1907 bis 1955 kreuzte die Wesselbahn an der Endenicher Allee niveaugleich die Straßenbahngleise nach Endenich, seit 1903 bereits die Pferdebahn.
Als kurz nach dem Zweiten Weltkrieg der Bonner Bahnhof (heute Hauptbahnhof) wegen Trümmern der Viktoriabrücke von Norden her nicht erreichbar war, wurden kurzzeitig Personenzüge von Köln über eine Gleisverbindung im Güterbahnhof auf die Wesselbahn geführt. Durch Umsteigen in die Straßenbahn konnte so das Stadtzentrum erreicht werden.
In den Planungen zur sogenannten Hardtbergbahn (Stadtbahnlinie zum Bonner Stadtbezirk Hardtberg) wurde als Variante zu einer Linienführung auf einer umstrittenen Überdeckelung der Bundesautobahn 565 erwogen, ein Teilstück der ehemaligen Wesselbahntrasse wieder für Schienenverkehr zu nutzen. Heute existiert auf diesem Teilstück der Wesselbahnweg.